# Oreopanax steinbachianus
Oreopanax steinbachianus är en araliaväxtart som beskrevs av Hermann Harms. Oreopanax steinbachianus ingår i släktet Oreopanax och familjen Araliaceae. Inga underarter finns listade.